# Castelul condamnaților
Castelul condamnaților este un film românesc din 1970 regizat de Mihai Iacob. Rolurile principale au fost interpretate de actorii Peter Paulhoffer, Victor Rebengiuc și Emmerich Schäffer. Scenariul este scris de Nicolae Țic, Mircea Drăgan și Mihai Iacob, după o idee de Petru Vintilă. Filmul este bazat pe evenimente reale, ideea lui Vintilă a fost preluată apoi de Ion Gh. Pană în cartea sa Radio Donau nu mai transmite și inclusă de Sergiu Nicolaescu în filmul său Noi, cei din linia întâi (1986).

## Rezumat
După 9 mai 1945, odată cu capitularea trupelor naziste din Europa grupuri răzlețe de soldați germani refuză să capituleze și continuă lupta mai ales în Europa de Est.

## Distribuție
- Victor Rebengiuc — cpt. Vasiliu
- Peter Paulhoffer — slt. Victor Pârvu (menționat Peter Paulhofer)
- Emmerich Schäffer — Oberleutnant Hermann Dankwart, comandantul unei companii de infanterie
- Fory Etterle — gen.lt. Rudolf von Schörder, comandantul Diviziei Rumhold (menționat Fory Eterle)
- Irina Gărdescu — Eva, tânără cehă, fostă prizonieră într-un lagăr german
- Octavian Cotescu — soldatul Costăchel
- Christian Maurer — Feldwebel Krammer
- Ion Dichiseanu — slt. Antim, comandant de pluton
- George Mihăiță — soldatul Beteală
- Niculae Niculescu — colonelul german Bursch (menționat Nicolae Niculescu)
- Ion Anghel — soldatul Hodoș
- Alexandru Lungu — soldatul Sofron
- Ion Besoiu — subofițer român
- Sabin Făgărășanu
- Hans Kraus (menționat Hans Krauss)
- Voinea Delast
- Dumitru Rucăreanu — soldat român
- Petre Gheorghiu-Goe — soldatul Șendrea (nemenționat)
- Matei Alexandru — maiorul Matei (nemenționat)
- Ernest Maftei — subofițerul Costică (nemenționat)
- Gheorghe Naghi — locotenent român (nemenționat)
- Dorin Dron — locotenent român (nemenționat)
- Valeria Gagealov — bucătăreasa cehă Vlasta (nemenționată)
- Jana Gorea — femeia cu gogoșile (nemenționată)
- Mariana Strasser — telefonista (nemenționată)

## Producție
Filmările au avut loc în perioada 15 septembrie – 25 noiembrie 1969 în zona Săcele, județul Brașov. Cheltuielile de producție s-au ridicat la 3.271.000 lei.

## Primire
Filmul a fost vizionat de 1.635.339 de spectatori în cinematografele din România, după cum atestă o situație a numărului de spectatori înregistrat de filmele românești de la data premierei și până la data de 31 decembrie 2014 alcătuită de Centrul Național al Cinematografiei.